# Бристол F.2B
Бристол F.2B (енгл. Bristol Type 14 F.2B Fighter) је британски двоседи вишенаменски ловац. Први лет авиона је извршен 1917. године. 

## Карактеристике
Највећа брзина авиона при хоризонталном лету је износила 198 km/h.
Распон крила авиона је био 11,96 метара, а дужина трупа 7,87 метара. Празан авион је имао масу од 975 килограма. Нормална полетна маса износила је око 1261 килограма. Био је наоружан са једним синхронизованим митраљезом калибра 7,7 милиметара Викерс напред и са 1-3 митраљеза Луис на Скарфовом постољу код осматрача у задњем делу кабине.

## Наоружање
| Наоружање авиона: Бристол      |                               |
| Ватрено (стрељачко) наоружање  |                               |
| Топ                            |                               |
| Митраљез                       |                               |
| Број и ознака митраљеза        | 2-4, 1 синх. Викерс, 1-3 Луис |
| Калибар                        | 7,7                           |
| Бомбардерско наоружање (бомбе) |                               |
| Класичне авио бомбе            | до 109                        |
| Ракетно наоружање (ракете)     |                               |

## Коришћење авиона Бристол F.2 у Краљевини Југославији
Марта месеца 1923. године британски пилот је прелетео овај авион на аеродром у Новом Саду. Тај један једини авион овог типа служио је као "узор" у ВВ КСХС тј. намера команде је била да се пилоти и техничко особље детаљније упозна са овим авионом и изврши поређења са другим авионим који би дошли у избор за наоружање. На новосадском аеродрому 1924. године пилот Станко Брашић је имао удес са овим авионом на срећу пилот је остао неповређен. У жаргону ВВ КСХС овај авион је био познат ка Бристол-Хиспано или краће Бристол 300 KS

## Земље које су користиле авион
- Авганистан
- Аргентина
- Аустралија
- Белгија
- Боливија